# Distretto di Hovd (Hovd)
Il distretto di Hovd è uno dei diciassette distretti (sum) in cui è suddivisa la provincia di Hovd, in Mongolia. Conta una popolazione di 2.722 abitanti (censimento 2010). 